# Balya
Balya là một huyện thuộc tỉnh Balıkesir, Thổ Nhĩ Kỳ. Huyện có diện tích 936 km² và dân số thời điểm năm 2007 là 16712 người, mật độ 18 người/km².